# Steffen Sartor
Steffen Sartor nato Skel (Bad Salzungen, 14 giugno 1972) è un ex slittinista tedesco.
È coniugato con Diana Sartor, ex skeletonista di alto livello.

## Biografia
Inizialmente conosciuto come Steffen Skel, dopo il matrimonio avvenuto nel 2010 con Diana Sartor, sostituì il suo cognome con quello della moglie.
Iniziò a gareggiare per la nazionale tedesca orientale e, dopo la riunificazione della Germania (1990), per quella tedesca nelle varie categorie giovanili nelle specialità del singolo e del doppio giungendo al secondo posto in entrambe le discipline in Coppa del Mondo juniores nella stagione 1990/91 ed ottenendo una medaglia d'argento ai campionati mondiali juniores nel doppio in coppia con Steffen Wöller, con il quale ha condiviso anche tutti i suoi successivi risultati nella specialità biposto.
Esordì in Coppa del Mondo nella stagione 1993/94, conquistò il primo podio il 5 dicembre 1993 nel doppio a Sigulda e la prima vittoria il 16 gennaio 1994 sempre nel doppio ad Oberhof. Trionfò in classifica generale nella specialità del doppio nell'edizione del 2000/01.
Prese parte a tre edizioni dei Giochi olimpici invernali, sempre nel doppio: a Lillehammer 1994 giunse quattordicesimo, a Nagano 1998 concluse all'ottavo posto ed a Salt Lake City 2002 terminò la gara al quarto posto.
Ai campionati mondiali ottenne cinque medaglie, delle quali una d'oro nella gara a squadre a Sankt Moritz 2000. Nelle rassegne continentali vinse tre titoli continentali, uno nel doppio e due nella gara a squadre, oltre a tre medaglie d'argento.
Si ritirò dall'attività agonistica nel 2004 divenendo allenatore. Dapprima ha fatto parte della nazionale canadese di slittino, quindi ha lavorato per la squadra tedesca; nella stagione 2012/13 è stato capo allenatore della formazione svizzera e da quella successiva è stato scelto per guidare la nazionale della Corea del Sud, incarico che durerà fino ai Giochi di Pyeongchang 2018 che si disputeranno proprio nello stato asiatico.

## Palmarès

### Mondiali
- 5 medaglie:
  - 1 oro (gara a squadre a Sankt Moritz 2000);
  - 3 argenti (doppio a Sankt Moritz 2000; doppio, gara a squadre a Calgary 2001);
  - 1 bronzo (doppio ad Igls 1997).

### Europei
- 6 medaglie:
  - 3 ori (gara a squadre ad Altenberg 2002; doppio, gara a squadre ad Oberhof 2004);
  - 3 argenti (doppio ad Oberhof 1998; doppio, gara a squadre ad Winterberg 2000).

### Mondiali juniores
- 1 medaglia:
  - 1 argento (doppio a Schönau am Königssee 1991).

### Coppa del Mondo
- Vincitore della Coppa del Mondo nella specialità del doppio nel 2000/01.
- 24 podi (tutti nel doppio):
  - 8 vittorie;
  - 7 secondi posti;
  - 9 terzi posti.

#### Coppa del Mondo - vittorie
| Data             | Luogo                | Paese    | Disciplina                |
| ---------------- | -------------------- | -------- | ------------------------- |
| 16 gennaio 1994  | Oberhof              | Germania | Doppio con Steffen Wöller |
| 16 gennaio 1999  | Oberhof              | Germania | Doppio con Steffen Wöller |
| 21 novembre 1999 | Sigulda              | Lettonia | Doppio con Steffen Wöller |
| 5 dicembre 1999  | Schönau am Königssee | Germania | Doppio con Steffen Wöller |
| 26 novembre 2000 | Sigulda              | Lettonia | Doppio con Steffen Wöller |
| 3 dicembre 2000  | Oberhof              | Germania | Doppio con Steffen Wöller |
| 16 dicembre 2001 | Oberhof              | Germania | Doppio con Steffen Wöller |
| 20 gennaio 2002  | Sigulda              | Lettonia | Doppio con Steffen Wöller |

### Coppa del Mondo juniores
- Miglior piazzamento in classifica generale nel singolo: 2° nel 1990/91.
- Miglior piazzamento in classifica generale nel doppio: 2° nel 1990/91.